# Karel Ondříček
Karel Ondříček (1. ledna 1863 Praha-Hradčany – 30. března 1943 Boston) byl český houslový virtuos.

## Život
Základní hudební vzdělání získal u svého otce Jana Ondříček a hrál v i v otcově orchestru. Později se vzdělával soukromě pod vedením Antonína Bennewitze a na pražské konzervatoři. Konzervatoř však nedokončil kvůli své bouřlivé povaze. Stal se dirigentem vojenské hudby, vystupoval jako sólový houslista i v komorních souborech a vyučoval hudbě.
V letech 1887–1893 byl koncertním mistrem Národního divadla v Praze. Roku 1893 dostal nabídku z Ameriky, kterou přijal. Vystupoval na Světové výstavě v Chicagu a stal se koncertním mistrem symfonického orchestru v Music-Hallu v Bostnu. Hrál druhé housle v Kneislově kvartetu a kolem roku 1910 vedl vlastní hudební trio.